# Autostrada A68 (Franța)
Autostrada A68 este o autostradă franceză care leagă Toulouse, pe centura de ocolire de est, de Marssac-sur-Tarn, lângă Albi.
Având o lungime de 62 km, aceasta este parțial concesionată către Autoroutes du Sud de la France (ASF) între Toulouse și nodul rutier 3 de la Montastruc-la-Conseillère.

## Istorie
Realizarea proiectului unei autostrăzi între Toulouse și Tarn a fost dificilă, în primul rând din motive politice și financiare. Deschiderea rutieră a părții de nord a departamentului Tarn nu a fost considerată o prioritate, iar crearea unei autostrăzi în această zonă ținea mai degrabă de o politică locală decât de una națională, în ciuda unui program de reducere a izolării Masivului Central inițiat de Valéry Giscard d'Estaing în 1975.
Încă din anii 1960, Ministerul Echipamentului a luat în considerare un prim proiect de legătură rapidă între Toulouse și Carmaux; în departamentul Tarn, tronsonul dintre Albi și Marssac-sur-Tarn (care face parte din drumul național 88) a fost dublat în anii 1970. Acesta a fost prelungit în anii 1980 până la Gaillac, înainte de a fi dublat în 1997.
Traseul autostrăzii A68 a fost stabilit pe malul stâng al râului Tarn, în timp ce drumul național 88 trece pe malul drept, deservind orașele dintre Marssac-sur-Tarn și Saint-Sulpice. Concesionarea primilor kilometri ai A68 către Autoroutes du Sud de la France a fost acceptată după negocierile cu consiliul regional Midi-Pyrénées, simultan cu construcția centurii de ocolire de est al orașului Toulouse. Departamentul Tarn dorea ca această legătură să fie complet gratuită, ceea ce nu s-a întâmplat în cele din urmă, și a contribuit la finanțarea lucrărilor autostrăzii, care include șase noduri rutiere în loc de cele două inițial prevăzute.

## Exploatare
Autostrada A68 este concesionată companiei Autoroutes du Sud de la France (ASF) între Toulouse și nodul rutier de la Montastruc-la-Conseillère. Postul de radio Radio Vinci Autoroutes poate fi recepționat pe frecvența 107,7 MHz FM. A68 face parte din zona Centru a rețelei ASF.
Tronsonul neconcesionat al autostrăzii A68 (între Montastruc-la-Conseillère și Marssac-sur-Tarn) este gestionat de Direcția Interdepartamentală a Drumurilor Sud-Vest, districtul Est.

## Traseu
| De la A61/A62 până la ieșirea 3; secțiune cu taxare în sistem deschis, concesionată către ASF.                      | |                          |
| Intersecție | Nod rutier între A61, A62 și A68: A64 (Tarbes, Lourdes), A66 (Foix), Montpellier, Toulouse-centru, Balma-Gramont; A624 (Auch), Paris, Bordeaux, Aeroportul Toulouse–Blagnac, Toulouse-Croix Daurade. | A61 A62 A64 A66 A624 E09 |
| A68 | |                          |
| 1 - L'Union | Orașe deservite: L'Union, Montrabé. | M59                      |
| | Punctul de taxare Toulouse-Est. |                          |
| 2 - Gragnague | Orașe deservite: Mazamet, Castres, Puylaurens, Verfeil (nod rutier parțial). | A680                     |
| | Limitare la 130 km/h (sens Toulouse > Albi). |                          |
| 3 - Montastruc | Orașe deservite: Toulouse, Castelmaurou, Montastruc-la-Conseillère. | RD888                    |
| De la ieșirea 3 până la ieșirea 4; secțiune gratuită, concesionată către ASF.                                       | |                          |
| 4 - Gémil | Orașe deservite: Bessières, Buzet-sur-Tarn. | RD888                    |
| De la ieșirea 4 până la capătul autostrăzii (RN88); secțiune gratuită, neconcesionată, gestionată de DIR Sud-Ouest. | |                          |
| | Trecerea din departamentul Haute-Garonne în departamentul Tarn. |                          |
| 5 - Portes du Tarn                                                                                                  | Orașe deservite: Montauban, Saint-Sulpice-la-Pointe, Rabastens, Villemur-sur-Tarn, Buzet-sur-Tarn.                                                                                                   |                          |
| 6 - Saint-Sulpice                                                                                                   | Orașe deservite: Castres, Saint-Sulpice-la-Pointe-centru, Lavaur. | RD630                    |
| | Viaductul Agout. |                          |
| 7 - Rabastens | Orașe deservite: Graulhet, Rabastens. | RD12                     |
| 8 - Lisle-sur-Tarn                                                                                                  | Oraș deservit: Lisle-sur-Tarn. |                          |
| | Zonă de odihnă: Sanbatan (sens Albi > Toulouse). |                          |
| | Zonă de odihnă: Les Issarts (sens Toulouse > Albi). |                          |
| 9 - Gaillac | Orașe deservite: Montauban, Rabastens, Cordes-sur-Ciel, Graulhet, Gaillac, Brens. | RD968                    |
| 10 - Cadalen | Orașe deservite: Lagrave, Cadalen. |                          |
| 11 - Marssac-sur-Tarn                                                                                               | Orașe deservite: Marssac-sur-Tarn, Z.A. La Pelbousquié, Z.A. La Vialette. | RD988                    |
| A68 | |                          |
| RN88 | |                          |